# Орловка (Переменовский сельский округ)
Орловка (каз. Орловка) — село в Бородулихинском районе Абайской области Казахстана. Входит в состав Переменовского сельского округа. Находится примерно в 42 км к северо-востоку от районного центра, села Бородулиха. Код КАТО — 633875300.

## Население
В 1999 году население села составляло 644 человека (316 мужчин и 328 женщин). По данным переписи 2009 года, в селе проживал 941 человек (505 мужчин и 436 женщин).

## История
Село Орловское основано в 1909 году немецкими переселенцами с Поволжья. Названо по поволжской колонии Орловское. До 1917 года лютеранско-баптиское село Успенской волости Змеиногорского уезда Томской губернии. В 1926 г. имелись кооперативная лавка, маслоартель, начальная школа, пункт ликбеза, красный уголок.